# DirectSound
DirectSound is software verzorgd door Microsoft die toegepast kan worden op computers die het Windows besturingssysteem draaien. Het verzorgt een interface tussen applicaties en de geluidskaart, waardoor applicaties geluid en muziek kunnen produceren. Naast het voorzien van de essentiële service van het doorgeven van audiodata naar de geluidskaart, verzorgt het nog meer mogelijkheden. Daarvan zijn audiomixing en volumecontrole het belangrijkst. DirectSound staat ook diverse applicaties toe gemakkelijk tegelijk van de geluidskaart gebruik te maken.
Zijn mogelijkheid om geluid af te spelen in 3D voegt een nieuwe dimensie toe aan spelen. Het verzorgt ook de mogelijkheid voor spelen om een muzikaal script aan te maken in reactie tot real-time spelgebeurtenissen, zoals het versnellen van het tempo als de actie toeneemt. Daarnaast maakt het geluidseffecten mogelijk.
Na vele jaren van ontwikkeling is DirectSound een zeer capabele API, die veel handige en belangrijke functies, zoals het afspelen van meerkanaalsgeluid en geluid op hoge resolutie, mogelijk maakt. Als mensen muziek rippen van een cd en het opslaan als mp3, welk programma ze ook gebruiken (bv. Winamp of RealPlayer), het is DirectSound dat ervoor zorgt dat software die functies kan gebruiken.
DirectSound is een deel van de DirectX-bibliotheek.